# WKND
WKND is het vierde studioalbum van de Nederlandse tranceartiest Ferry Corsten dat onder zijn eigen naam werd gepubliceerd. Het album werd in downloadversie uitgebracht op 21 februari 2012 en telt 15 nummers. Een fysieke versie van het album verscheen op 24 februari.
Er zijn zes nummers van het album uitgebracht als single.
In de Nederlandse Album Top 100 bereikte het album de 51e plek.

## Nummers
Het album bevat de volgende nummers:
| 1.                   | A Day Without Rain   | Ellie Lawson                     | 6:29 |
| 2.                   | Feel It              |                                  | 6:17 |
| 3.                   | Ain't No Stoppin     | Ben Hague                        | 6:18 |
| 4.                   | Don' Be Afraid       |                                  | 5:01 |
| 5.                   | Not Coming Down      | Betsie Larkin                    | 8:23 |
| 6.                   | Brute                | Armin van Buuren                 | 8:34 |
| 7.                   | Live Forever         | Aruna                            | 6:48 |
| 8.                   | Let You Go           | Sam Bettens                      | 3:27 |
| 9.                   | Check It Out         |                                  | 6:56 |
| 10.                  | Love Will            | Duane Harden                     | 5:56 |
| 11.                  | In Your Eyes         | JES                              | 5:03 |
| 12.                  | Walk on Air          | Pierre in the Air, Amba Shepherd | 5:36 |
| 13.                  | Take Me              |                                  | 7:04 |
| 14.                  | WKND                 |                                  | 5:12 |
| 15.                  | Sunday (bonus track) |                                  | 4:19 |
| Totale duur: 1:16:56 |                      |                                  |      |

## Medewerkers
- Ferry Corsten – componist, producent
- Ellie Lawson, Betsie Larkin, Aruna, Duane Harden, Amba Shepherd, JES - vocalisten
- Sam Bettens - vocalen
- Armin van Buuren - gastmuzikant